# The Snow Goose
The Snow Goose este al treilea album de studio al formației Camel, lansat în 1975. Succesul melodiei "The White Rider" de pe albumul Mirage (inspirată după Stăpânul inelelor al lui J.R.R. Tolkien) a inspirat formația să lanseze un alt album conceptual bazat pe un roman.

## Crearea albumului
Formația a avut în vedere câteva romane pe care să își bazeze următorul album. O vreme s-au gândit la romanul Siddhartha al lui Hermann Hesse iar câteva melodii au fost compuse înainte ca ideea să fie abandonată în favoarea nuvelei The Snow Goose a lui Paul Gallico. Numele albumului, inițial The Snow Goose, a fost schimbat în Music Inspired by The Snow Goose pentru a elimina protestele lui Gallico. Albumul trebuia să aibă inițial versuri bazate pe textul de scris de Gallico dar, datorită obiecțiilor sale, s-a mers pe ideea înregistrării unui album instrumental. Cea mai mare parte a muzicii a fost compusă în două săptămâni într-o casă din Devon, Anglia.
În ianuarie 1975 au început înregistrările la "Snow Goose" în Island Studios sub producția lui David Hitchcock și cu Rhett Davies în calitate de inginer de sunet. Orchestra Simfonică din Londra a participat la înregistrări iar compozitorul și dirijorul David Bedford a fost angajat să compună să compună muzica orchestrală pentru album.
Albumul a fost lansat în aprilie 1975 și a ajuns până pe locul 22 în topurile britanice în vara acelui an, petrecând 13 săptămâni în top, primind astfel Discul de Argint. În Statele Unite albumul a fost lansat pe 19 iulie 1975 și a ocupat locul 162 în topul Billboard.
Albumul a deschis porțile trupei spre celebritate internațională iar în următorii ani va deveni un album prestigios, în special în Europa și Japonia. Astăzi albumul este considerat o capodoperă a rockului simfonic.

## Listă de melodii
Toate melodiile compuse de Andrew Latimer și Peter Bardens
Fața A
1. "The Great Marsh" – 2:02
2. "Rhayader" – 3:01
3. "Rhayader Goes to Town" – 5:19
4. "Sanctuary" – 1:05
5. "Fritha" – 1:19
6. "The Snow Goose" – 3:11
7. "Friendship" – 1:43
8. "Migration" – 2:01
9. "Rhayader Alone" – 1:50

Fața B
1. "Flight of the Snow Goose" – 2:40
2. "Preparation" – 3:58
3. "Dunkirk" – 5:19
4. "Epitaph" – 2:07
5. "Fritha Alone" – 1:40
6. "La Princesse Perdue" – 4:43
7. "The Great Marsh (Reprise)" – 1:20

Melodii bonus de pe versiunea remasterizată (2002)
1. "Flight of The Snow Goose" (Single edit) – 2:05
2. "Rhayader" (Single edit) – 3:09
3. "Flight of the Snow Goose" (Alternate single edit) – 2:49
4. "Rhayader Goes to Town" (Live) – 5:07
5. "The Snow Goose/Freefall" (Live) – 11:01

## Componență
- Andrew Latimer - chitară electrică și acustică, flaut, voce
- Peter Bardens - orgă, Minimoog, pian electric, pian acustic, sintetizator
- Doug Ferguson - chitară bas
- Andy Ward - tobe, vibrafon, percuție